# 일령사혼설

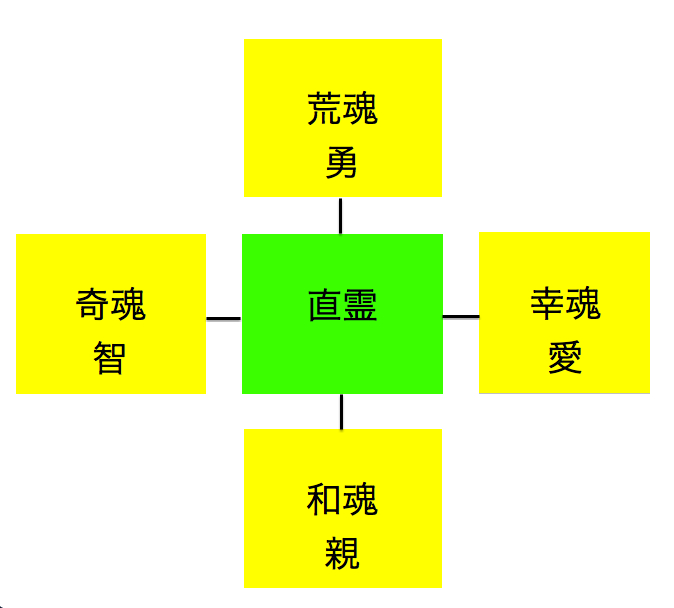

일령사혼설(일본어: 一霊四魂説 이치레이시콘세츠[*])이란 막말의 신도가 혼다 치카아츠가 성립한 혼다 영학의 특수한 영혼관이다.
일령사혼설의 가장 일반적인 해석은, 카미(신)나 히토(사람)에게는 황혼(일본어: 荒魂 아라미타마[*])・화혼(일본어: 和魂 니기미타마[*])・행혼(일본어: 幸魂 사키미타마[*])・기혼(일본어: 奇魂 쿠시미타마[*])이라는 네 가지 혼이 있으며, 이 4혼을 직령(일본어: 直霊 나오히[*])이라는 하나의 영이 컨트롤하고 있다는 것이다. 화혼은 조화, 황혼은 활동, 기혼은 영감(霊感), 행혼은 행복을 맡는다고 한다.
고신도의 개념이라고 잘못 알려져 있으나 사실 막말에나 등장한 특수한 개념으로서, 고전상의 근거는 일체 없다. 『일본서기』나 『고사기』에 황혼이니 화혼이니 하는 언급이 있기는 하지만, 신에게 사혼이 있다는 구체적인 교리는 어디에도 없다. 일령사혼설은 근세 이후에나 등장한 것으로서 혼다 치카아츠의 영학이나 오오모토의 데구치 오니사부로 등에 의해 그 설정이 확립되고 상세화되었다. 신리교에서도 일령사혼설을 주장한다.